# Скотт, Габриэль
Габриэль Скотт (норв. Gabriel Scott; собственно Габриэль Скотт Йенсен; 8 марта 1874 года — 9 июля 1958 года) — норвежский поэт, писатель, драматург и детский писатель.

## Биография
Габриэль Скотт Йенсен родился в городе Лейт в Шотландии в семье священника Свена Ольста Дженсена и его жены Каролины Матильды Шитте, писательницы и музыканта. Скотт было сначала его именем, которое ему дали в честь Вальтера Скотта. Он переехал в Норвегию в семилетнем возрасте. В 1901 году Скотт женился на Эллен Йоханссен (норв. Ellen Johansen; 1871—1914), но в 1912 году развелся с ней. В 1915 году Скотт женился на Дагмар Мари Дженсен (норв. Dagmar Marie Jensen), с которой также развёлся в 1918 году. Третьей женой Скотта стала Биргит Габриэльсен (норв. Birgit Gabrielsen; 1897—1981).

## Творчество
Литературный дебют Скотта произошёл в 1894 году сборником стихов «Digte» (Стихи), и последовавшим в 1895 году вторым поэтическим сборником «Dag» (День). Роман «Tante Pose», написанный им в 1904 году, позднее лёг в основу кинофильма 1940 года. В 1905 году вышла его комедия «Himmeluret».
Однако его настоящим литературным прорывом стал роман 1915 года «Jernbyrden», который получил благоприятную оценку критиков. Однако наиболее знаменитым произведением Габриэля Скотта считается роман 1918 года «Kilden eller Brevet om fiskeren Markus», который рассказывает историю рыбака Маркуса, живущего обычной жизнью и обуреваемого обычными мыслями.
В 1921 году вышла его следующая книга, «Det gyldne Evangelium», главными героями которой стали святой Пётр и Господь, встречающиеся с людьми и с любопытством за ними следящие. Большую популярность снискали его книги «Fant» (1928) и «Josefa» (1930), а первая из упомянутых была экранизирована в 1937 году режиссёром Т. Ибсеном. А в 1939 году была экранизирована его книга «De vergeløse» (Беззащитный), рассказывающая о судьбе маленького мальчика, которого власти отобрали у матери.
Габриэль Скотт написал несколько книг для детей, в том числе «Sølvfaks som reiste ut i den vide verden» (1912), неоднократно переиздававшаяся, а также «Hellige tre konger» (1900).
В 1936 году Скотта наградили литературной премией Gyldendal’s Endowment.
В 30-е годы Скотт придерживался про-германских воззрений. Он публиковал статьи, в которых хвалебно отзывался о Гитлеровской Германии и Видкуне Квислинге. Эта его позиция вызывала множество дискуссий в обществе. Однако перед начало Второй мировой войны о стал дистанцироваться от нацизма, а во время войны писал патриотические стихи.
Габриэль Скотт и Вильгельм Краг считаются наиболее значимыми поэтами Норвегии.